# Zornica Rusinowa
Zornica Dimitrowa Rusinowa, bułg. Зорница Димитрова Русинова (ur. 24 grudnia 1969 w Burgasie) – bułgarska urzędniczka państwowa i ekonomistka, w latach 2016–2017 minister pracy i polityki socjalnej.

## Życiorys
Uzyskała magisterium z międzynarodowych stosunków gospodarczych na Uniwersytecie Gospodarki Narodowej i Światowej w Sofii. Ukończyła również filologię bułgarską i angielską na Uniwersytecie Sofijskim im. św. Klemensa z Ochrydy.
Pracowała jako menedżer projektów prowadzonych przez Program Narodów Zjednoczonych ds. Rozwoju i United States Agency for International Development, a także przy programie współpracy bułgarsko-szwajcarskiej. W latach 2007–2012 zatrudniona w resortach pracy i polityki społecznej oraz administracji publicznej. Od marca 2012 do marca 2013 i ponownie od listopada 2014 do stycznia 2016 pełniła funkcję wiceministra pracy i polityki społecznej, odpowiadała m.in. za współpracę międzynarodową i europejską. Objęła stanowisko ministra w tym resorcie w maju 2016 w ramach drugiego rządu Bojka Borisowa (zastąpiła Iwajła Kałfina po wyjściu ABW z koalicji). Zakończyła urzędowanie w styczniu 2017. Później w tym samym roku objęła ponownie funkcję wiceministra w tym ministerstwie, dołączając do administracji trzeciego gabinetu Bojka Borisowa. Urząd ten sprawowała do 2020, w tymże roku wybrana przez parlament na przewodniczącą pełniącej rolę doradczą Rady Społeczno-Gospodarczej (na okres czteroletniej kadencji).